# Pitry
Pitry (dewanagari पितृ, trl. pitṛ) – w mitologii wedyjskiej zmarli przodkowie, zamieszkujący pitrylokę (świat ojców), którego władcą jest bóg Jama. Do tej klasy istot zaliczane są duchy przodków rasy ludzkiej, w tym dziesięciu pradźapatich.

## Etymologia
- Źródłosłowem jest tu sanskryckie słowo pitarau (forma w liczbie podwójnej) służące do oznaczania obojga rodziców, ojca i matki[2].
- W korelacji do terminu pitry dla nazywania męskich przodków, słowo pitrani oznacza żeńskie przodkinie[3].

## Kult
Obowiązkiem męskich potomków był rytuał zwany śraddha, podczas którego należało składać ofiarne placki lub gomółki ryżowe, tzw. pinda, które miały zapewnić przodkom godny żywot w zaświatach. Zaniechanie śraddhy powodowało "drugą śmierć" - punamrytju.
Cześć oddawana pitrom przekłada się na ich postulowaną pomoc dla żywych ludzi. W szczególności mają oni pilnować moralności i prawa.
Jamie jako władcy pitryloki, przynależą się tytuły :
- Pan Ojców -  Pitrypati
- Król Ojców - Pitryradźa[5].